# Komka Magdolna
Komka Magdolna, férjezett nevén: Csábi Imréné, Zsivótzky Gyuláné (Salgótarján, 1949. augusztus 1. – 2024. február 9.) magyar magasugró.

## Sportpályafutása
1964-ben kezdett atletizálni. 1966-ban magyar ifjúsági bajnok és a felnőtt vidék bajnokság második helyezettje volt. A következő évben ismét ifi bajnokságot nyert. A felnőtt bajnokságon országos ifjúsági csúcsbeállítással második volt. 1968 februárjában fedett pályán 166 cm-t ért el. Áprilisban 168 cm-rel felnőtt és utánpótlás csúcsot ugrott. Májusban 172 cm-rel újabb csúcsot ért el, egyben teljesítette az olimpiai kiküldetési szintet is. A következő hónapban tovább javított 173 cm-re, majd 175 cm-re. Az olimpián 171 cm-rel kilencedik lett.
1969 februárjában fedett pályás versenysorozaton szerepelt a Szovjetunióban. Ennek során kétszer is 171 cm-t ért el, ami nemhivatalos fedett pálya magyar csúcs volt. A fedett pályás Európa-játékokon 11. lett. Az augusztusi magyar bajnokságon a selejtezőben 177 cm-re növelte a magyar csúcsot. Az Európa-bajnokságon 171 cm-rel kiesett a selejtezőben. 1970 februárjában fedett pályán ért el 177 cm-t, ami nemhivatalos magyar csúcs volt. A fedett pályás Európa-bajnokságon hetedik volt. Áprilisban az első szabadtéri versenyén 184 cm-rel újabb országos csúcsot ért el. Ezzel az akkori örök világranglistán hetedik volt. Az 1971-es fedett pályás Európa-bajnokságon kilencedik lett. Májusban és júniusban is 178 cm-t ért el, majd június közepén 181 cm-t ugrott. Júliusban a magyar-román viadalon 182 cm-t, augusztusban a magyar-lengyel-csehszlovák viadalon 183 cm-t teljesített. Az Európa-bajnokságon 175 cm-rel 16. volt. Az 1972-es fedett pályás Európa-bajnokságon negyedik helyezést ért el 184 cm-rel. Júniusban az olimpiai kupán, majd egy hét múlva a Népszava kupán is 185 cm-es magyar csúccsal győzött. Az olimpián 171 cm-rel 23. volt.
1973-tól a Bp. Honvéd versenyzője lett. Az olimpia után csonthártyagyulladás miatt fél évet kihagyott, de végül májusban operációra is szükség volt. Novemberben kezdhetett újra edzeni. 1974 májusában indult utoljára versenyen, majd a továbbra is jelentkező lábfájdalmai miatt befejezte a sportolói pályafutását.

## Helyezései
Magasugrás
- Olimpiai játékok: 9. (1968), 23. (1972)
- Európa-bajnokság: kiesett (1969), 16. (1971)
- fedett pályás Európa-játékok: 11. (1969),
- fedett pályás Európa-bajnokság: 7. (1970), 9. (1971), 4. (1972)
- Magyar bajnokság
  - bajnok: (1968, 1969, 1970, 1972)
  - második (1967, 1971)

## Legjobb eredményei évenként
Magasugrás
- 1965: 152 cm (magyar ranglista: 25.)[27]
- 1966: 160 cm (2.)[28]
- 1967: 164 cm (5.)[29]
- 1968: 175 cm (1., világranglista: 20.)[30][31]
- 1969: 177 cm (1., 17.)[32][33]
- 1970: 184 cm (1., 7.)[34][35]
- 1971: 183 cm (1., 11.)[36][37]
- 1972: 185 cm (1., 9.)[38][39]

## Rekordjai
- 146 cm (1965. július 25., Eger) Nógrád megyei felnőtt és ifjúsági csúcs[40]
- 148 cm (1965. augusztus 22., Salgótarján) Nógrád megyei felnőtt és ifjúsági csúcs[41]
- 152 cm (1965. október 3., Dunakeszi) Nógrád megyei felnőtt és ifjúsági csúcs[42]
- 155 cm (1966. május 1., Ózd) Nógrád megyei felnőtt és ifjúsági csúcs[43]
- 156 cm (1966. május 8., Balassagyarmat) Nógrád megyei felnőtt és ifjúsági csúcs[44]
- 160 cm (1966. május 22., Balassagyarmat) Nógrád megyei felnőtt és ifjúsági csúcs
- 160 cm (1966. október 22., Salgótarján) Nógrád megyei felnőtt és ifjúsági csúcsbeállítás[45]
- 164 cm (1967. szeptember 24., Budapest) országos ifjúsági csúcsbeállítás
- 168 cm (1968. április 21., Salgótarján) országos felnőtt és utánpótlás csúcs
- 172 cm (1968 május 30., Havanna) országos felnőtt csúcsbeállítás és utánpótlás csúcs
- 173 cm (1968. június 8., Budapest) országos felnőtt és utánpótlás csúcs
- 175 cm (1968. június 16., Budapest) országos felnőtt és utánpótlás csúcs
- 177 cm (1969. augusztus 29., Budapest) országos felnőtt és utánpótlás csúcs
- 184 cm (1970. április 18., Salgótarján) országos felnőtt és utánpótlás csúcs
- 185 cm (1972. június 10., Budapest) országos csúcs
- 185 cm (1972. június 16., Budapest) országos csúcsbeállítás

## Családja
Férje Zsivótzky Gyula olimpiai bajnok kalapácsvető. Gyermekük Zsivoczky Attila világbajnoki bronzérmes tizpróbázó.